# Allotrichoma argentipraetexta
Allotrichoma argentipraetexta är en tvåvingeart som beskrevs av Lamb 1912. Allotrichoma argentipraetexta ingår i släktet Allotrichoma och familjen vattenflugor. Inga underarter finns listade i Catalogue of Life.